# برايان أليمان
برايان أليمان (بالإسبانية: Brahian Alem?n) وهو لاعب كرة قدم أوروغواياني في مركز خط الوسط ولد في يوم 23 ديسمبر 1989 في مونتيفيديو في الأوروغواي و لعب سابقاً لصالح نادي الاتفاق السعودي ونادي الباطن.

## روابط خارجية
- برايان أليمان على موقع قاعدة بيانات كرة القدم.إي يو (الإنجليزية)
- برايان أليمان على موقع Soccerway.com (الإنجليزية)
- برايان أليمان على موقع عالم كرة القدم.نت (الإنجليزية)
- برايان أليمان على موقع AS.com (الإسبانية)